# Bellefonte (Delaware)
Bellefonte è una città degli Stati Uniti, situata nella Contea di New Castle, nello Stato del Delaware. Secondo una stima del 2006 la popolazione era di 1 288 abitanti.

## Geografia fisica
Secondo i rilevamenti dello United States Census Bureau, la città di Bellefonte si estende su una superficie totale di 0,5 km², tutti quanti occupati da terre.

## Popolazione
Secondo il censimento del 2000, a Bellefonte vivevano 1 249 persone, ed erano presenti 325 gruppi familiari. La densità di popolazione era di 2742 ab./km². Nel territorio comunale si trovavano 551 unità edificate. Per quanto riguarda la composizione etnica degli abitanti, il 95,92% era bianco, il 2,40% era afroamericano e lo 0,64% era asiatico. Il restante 1,04% della popolazione appartiene ad altre razze o a più di una. La popolazione di ogni razza proveniente dall'America Latina corrisponde al 1,20% degli abitanti.
Per quanto riguarda la suddivisione della popolazione in fasce d'età, il 23,5% era al di sotto dei 18, il 5,0% fra i 18 e i 24, il 35,0% fra i 25 e i 44, il 21,1% fra i 45 e i 64, mentre infine il 15,5% era al di sopra dei 65 anni di età. L'età media della popolazione era di 38 anni. Per ogni 100 donne residenti vivevano 93,6 maschi.